# Maledetta amica mia
Maledetta amica mia è il quinto singolo promozionale estratto dall'album Il giardino delle api di Marco Masini, scritto con Giuseppe Dati e Goffredo Orlandi. 

## Tracce
1. Maledetta amica mia - (3:36)